# Duluth (Georgia)
Duluth – miasto w Stanach Zjednoczonych, w stanie Georgia, w hrabstwie Gwinnett. Według spisu w 2020 roku liczy 31,9 tys. mieszkańców i jest drugim co do wielkości miastem hrabstwa Gwinnett. Jest północno–wschodnim przedmieściem Atlanty, od której oddalone jest około 35 kilometrów.

## Demografia
W latach 2010–2020 populacja miasta wzrosła o 19,8%. 40,8% stanowią osoby białe (32,5% nie licząc Latynosów), 25,2% to Azjaci, 21,7% czarnoskórzy lub Afroamerykanie i 5% było rasy mieszanej. 16,6% osób deklarowało pochodzenie latynoskie.

## Ciekawostki
W mieście działa klub hokeja na lodzie Atlanta Gladiators (do 2015 pod nazwą Gwinnett Gladiators).

## Galeria

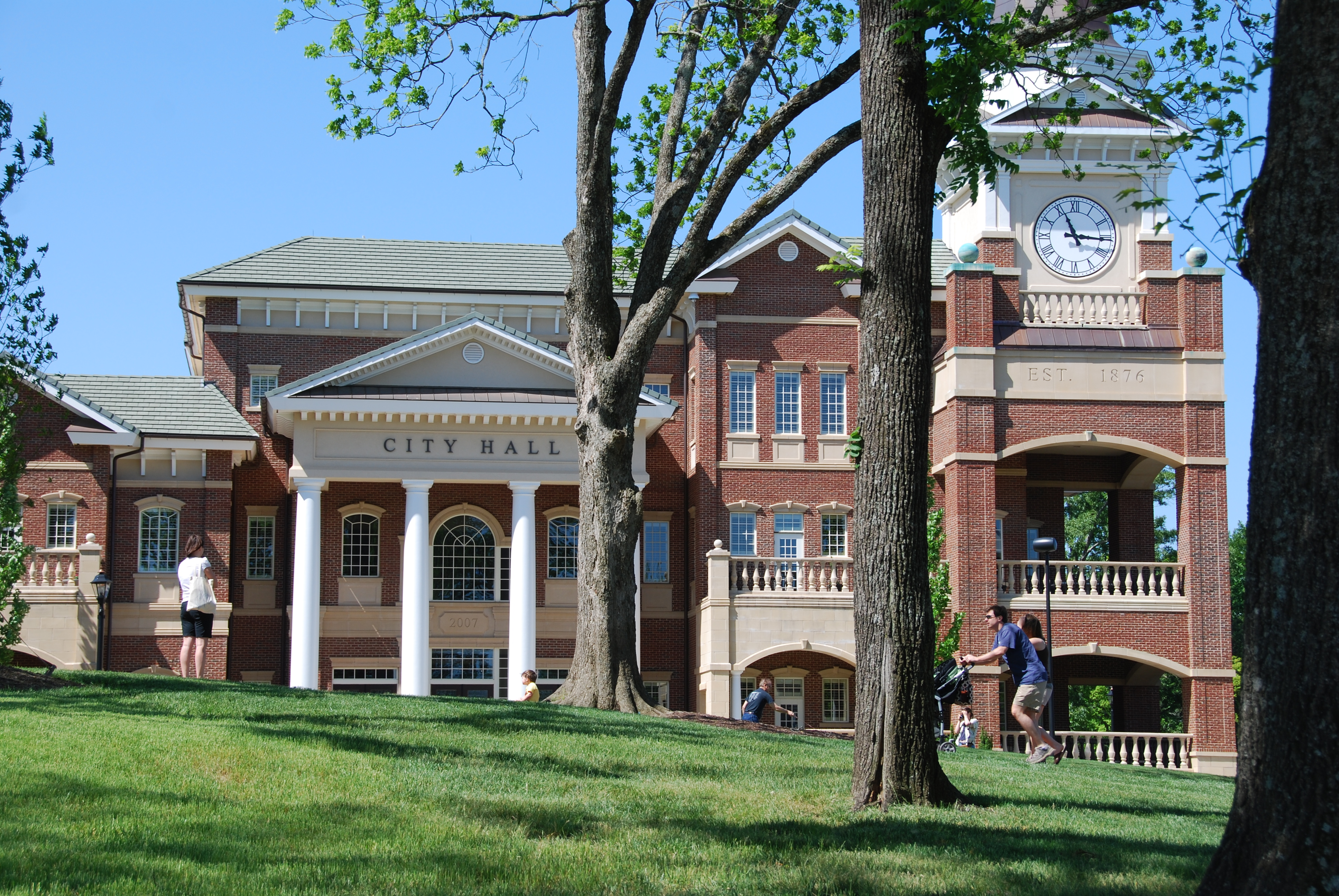
Ratusz
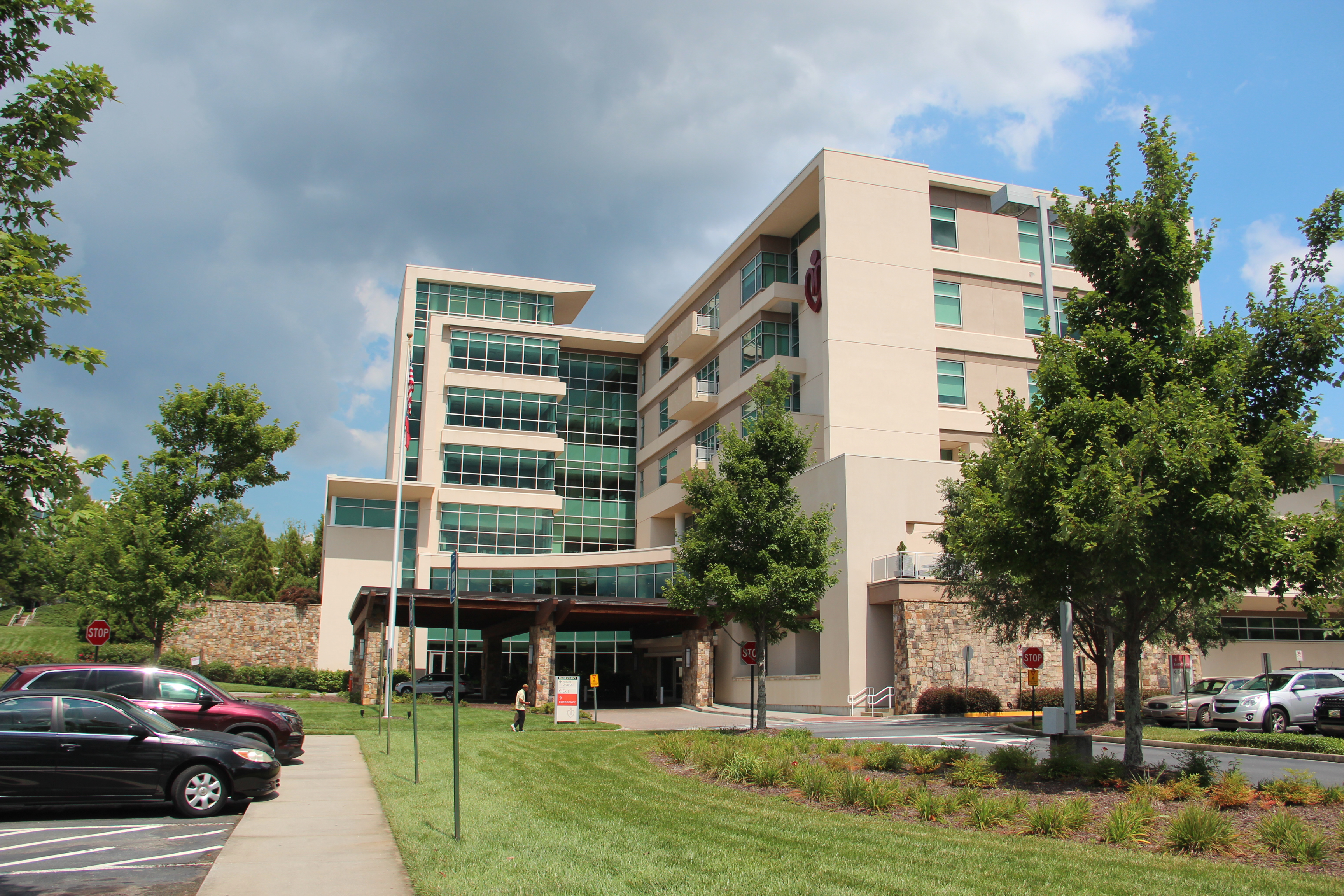
Centrum medyczne
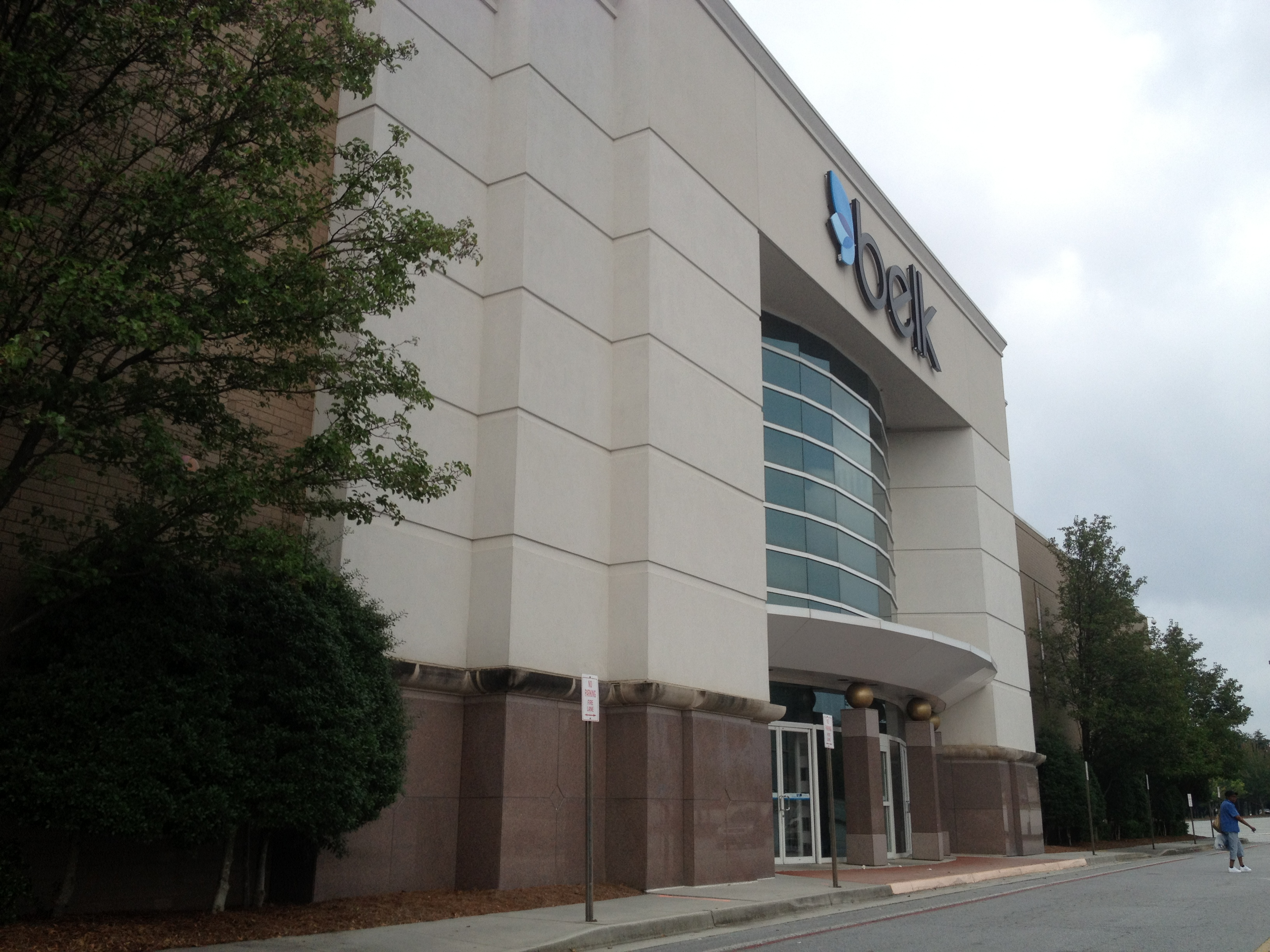
Centrum handlowe
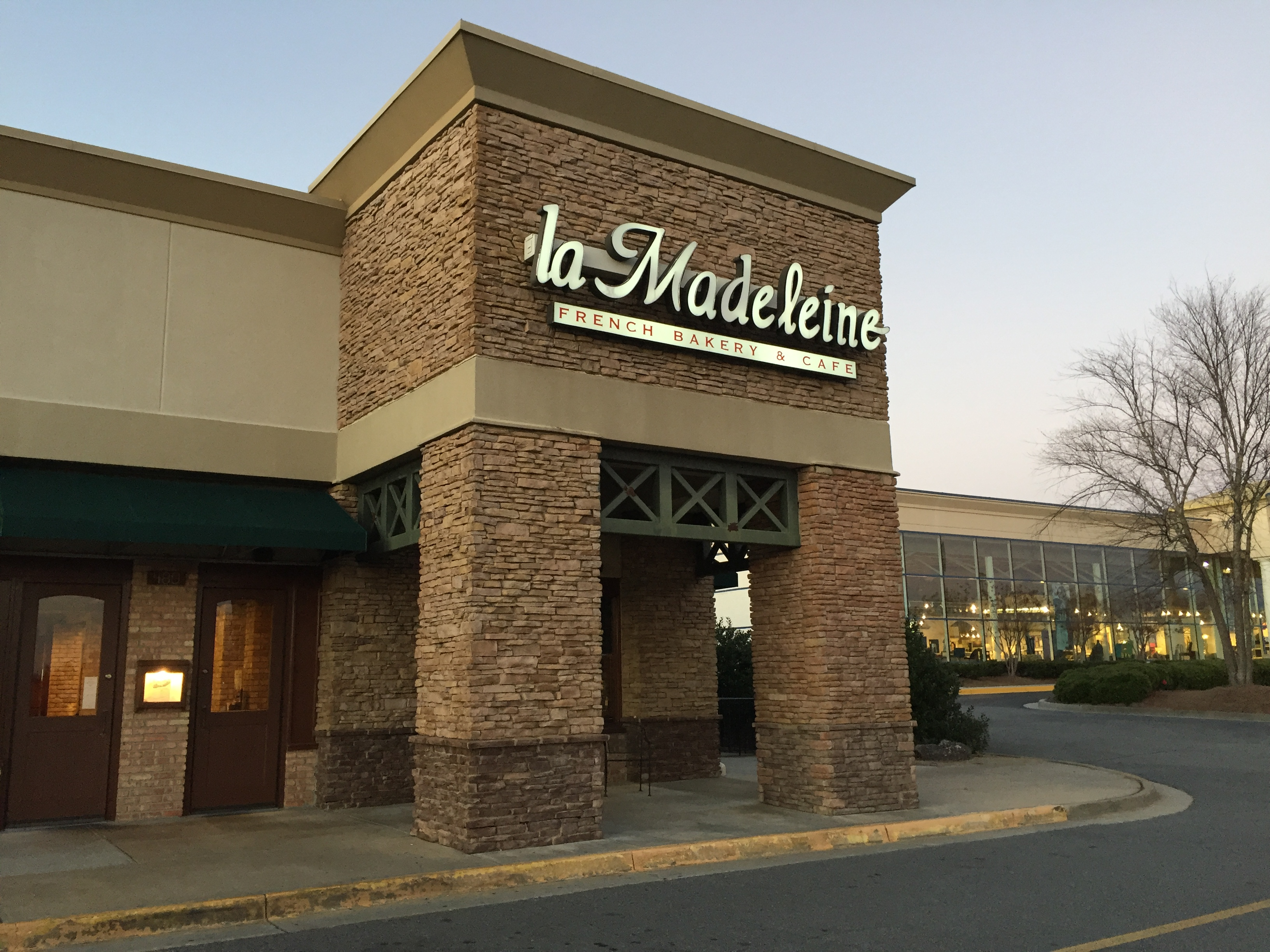
Restauracja La Madeleine
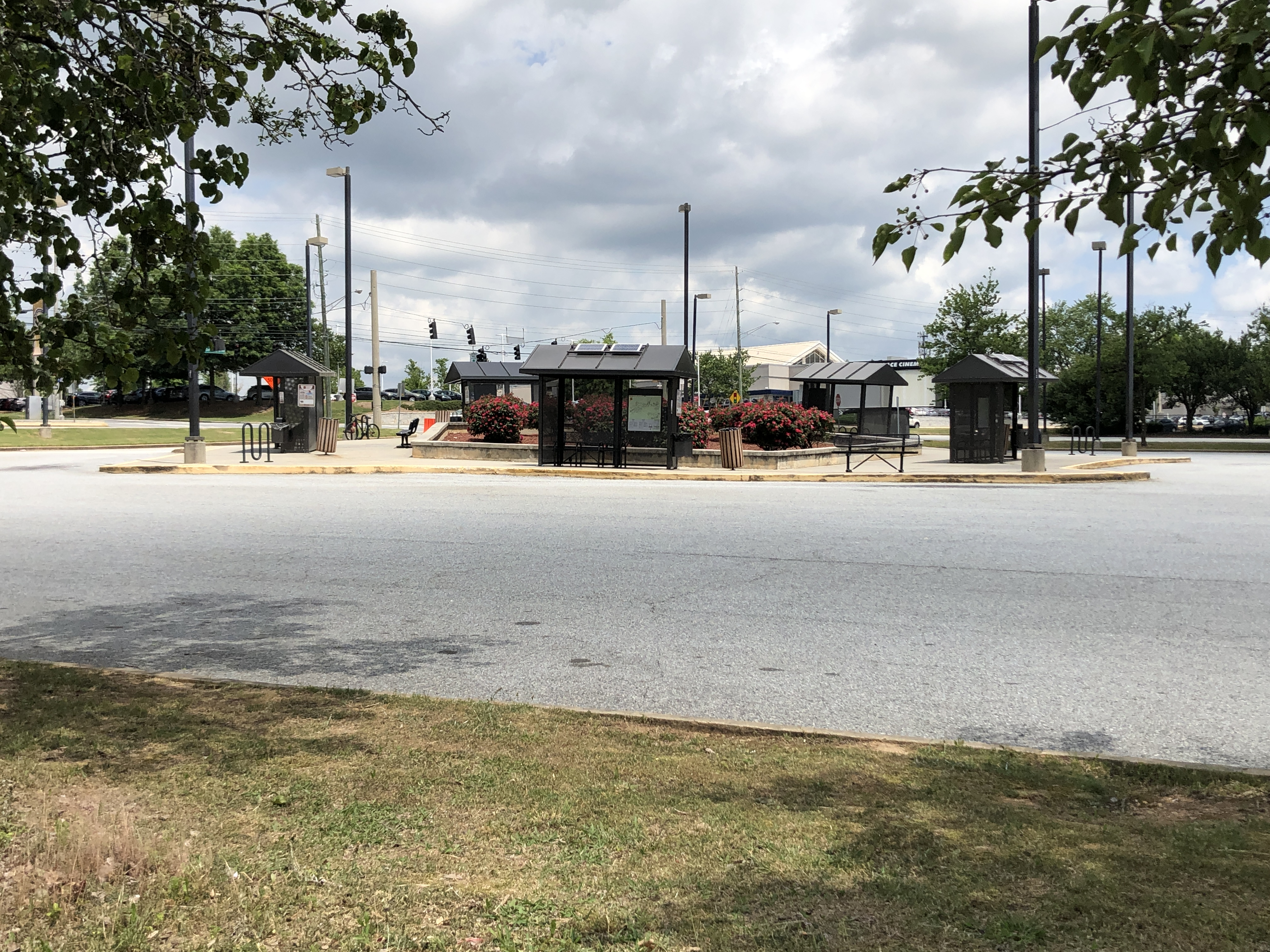
Dworzec autobusowy
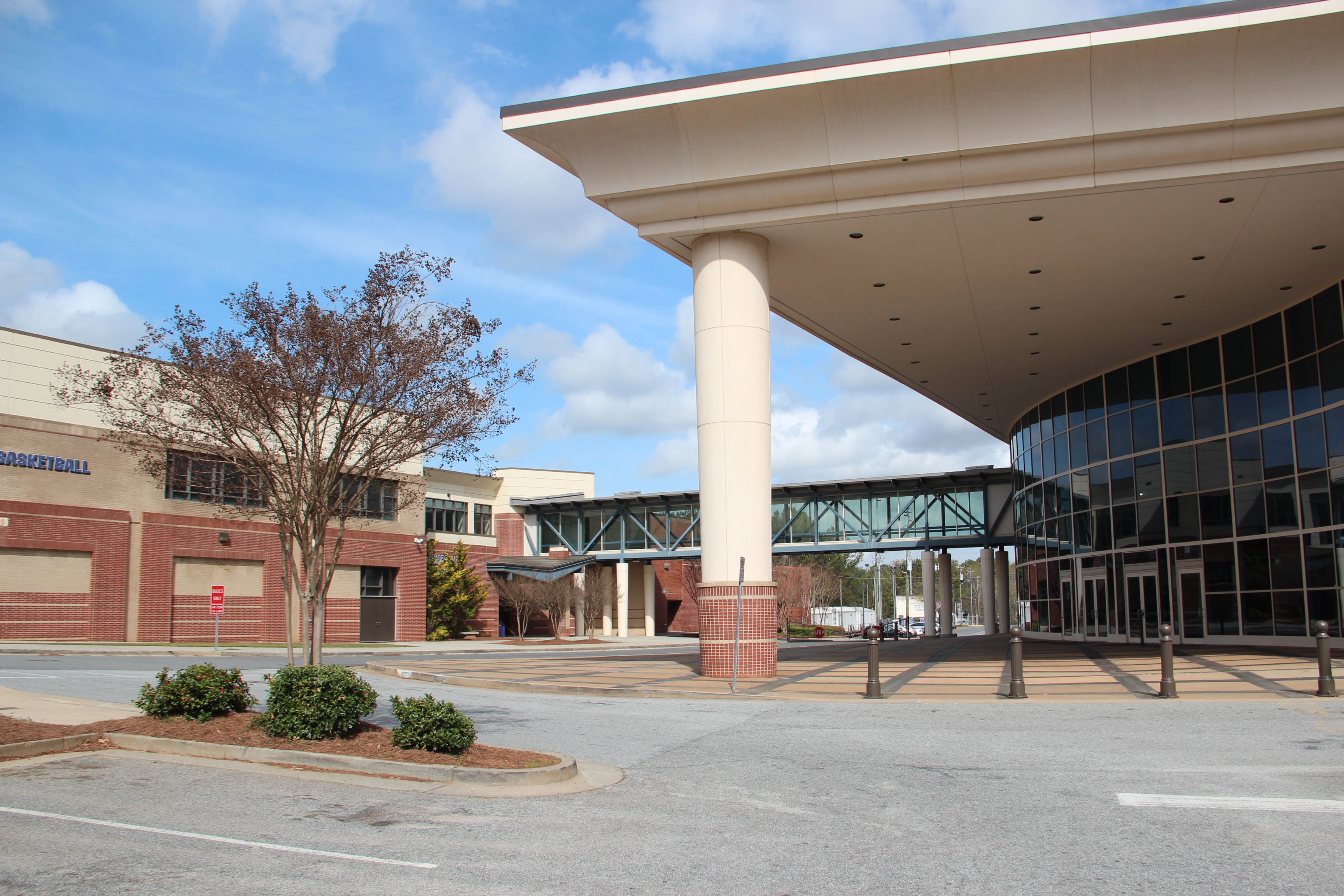
Szkoła średnia
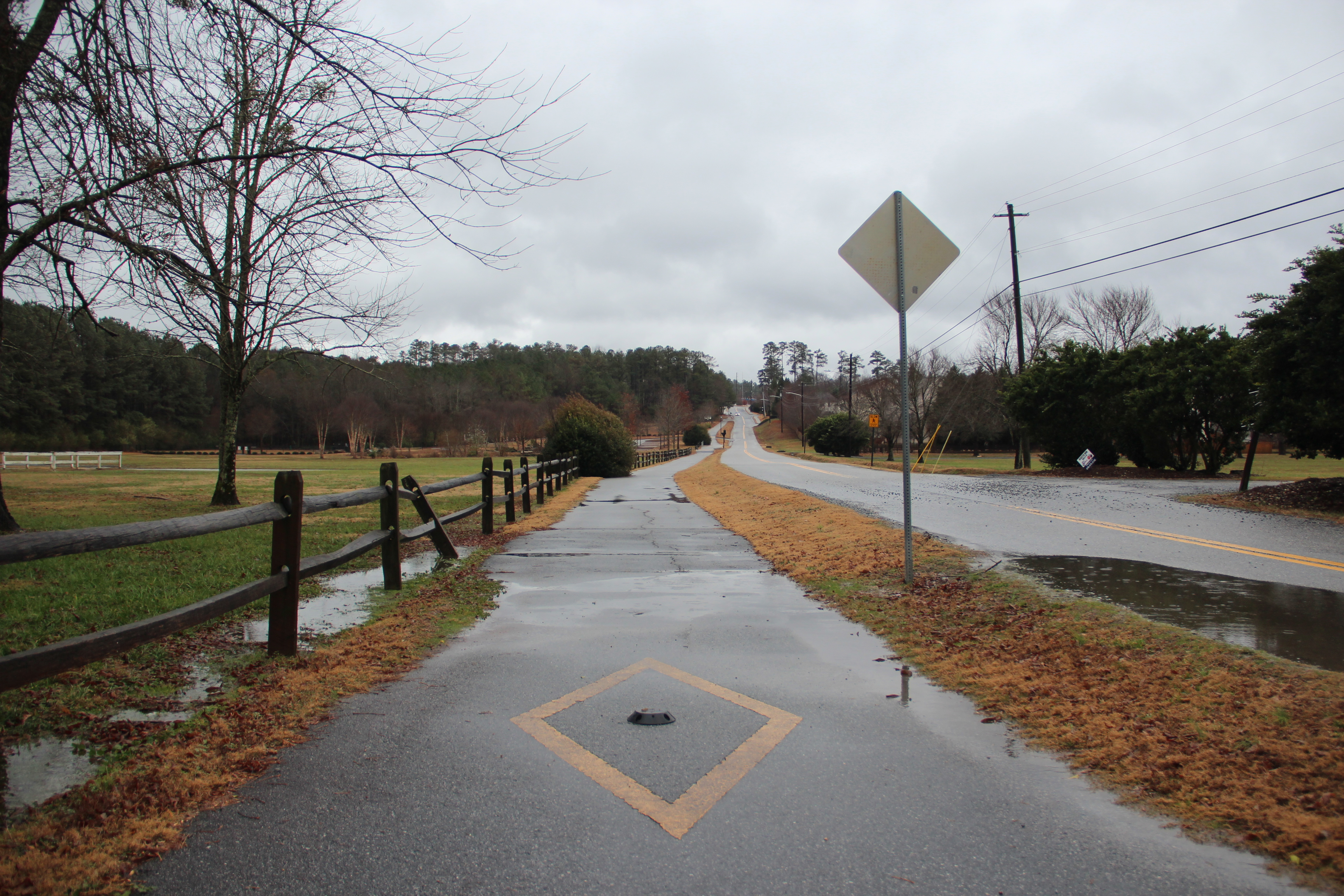
Rogers Bridge Park
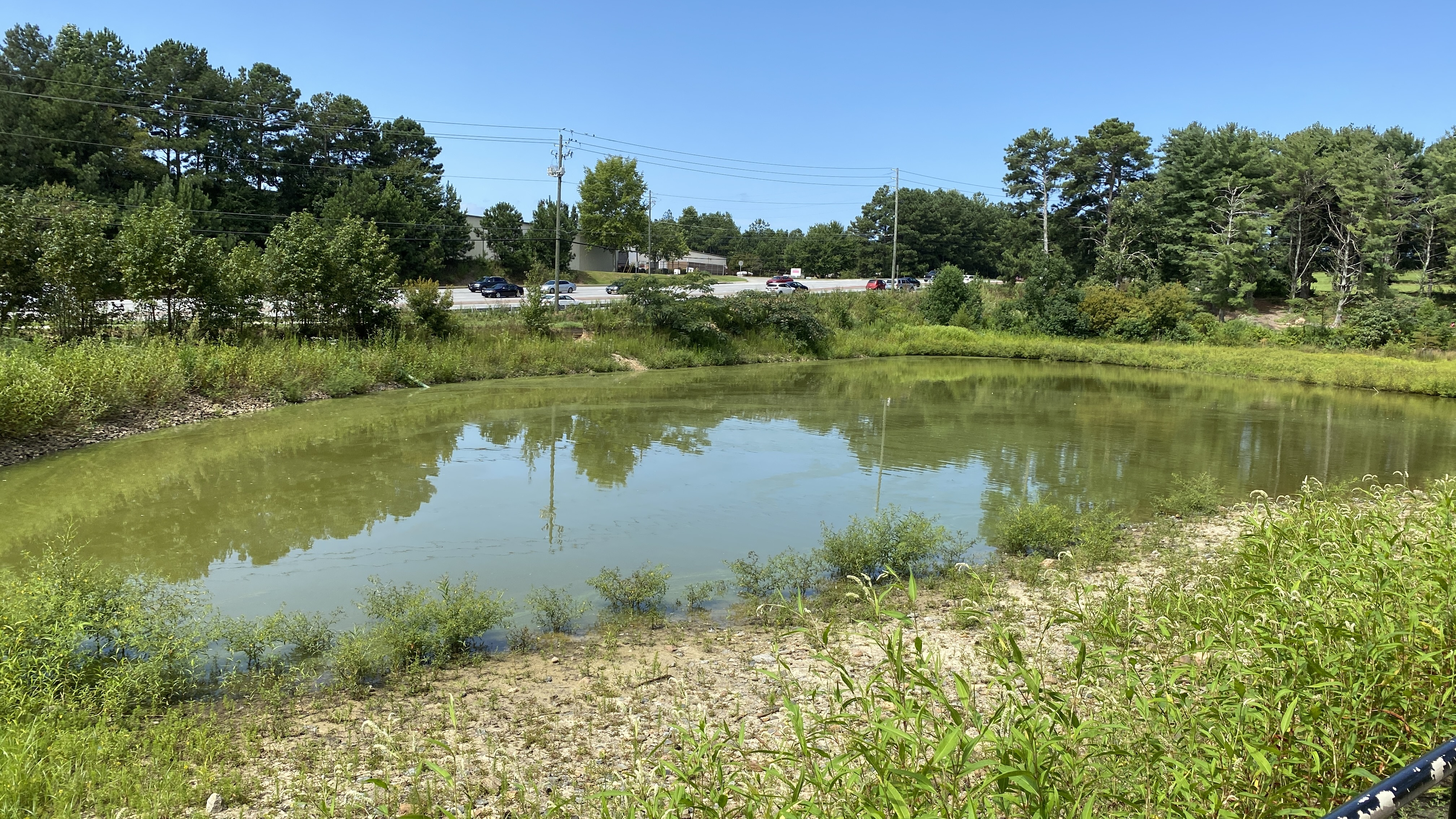
Shorty Howell Park